# Akademischer Grad
Akademische Grade bzw. Hochschulgrade sind Abschlussbezeichnungen, die von dazu berechtigten Hochschulen aufgrund eines erfolgreich mit einer Hochschulprüfung abgeschlossenen Studiums oder aufgrund einer besonderen wissenschaftlichen Leistung vergeben und durch eine Urkunde dokumentiert werden (Graduierung).

## Bologna-Prozess in Europa
In der Europäischen Union wird im Rahmen des Bologna-Prozesses zur Erleichterung der Mobilität der Arbeitnehmer seit 2001 eine Vereinheitlichung der Hochschulabschlüsse in einem System von drei Zyklen (Hierarchiestufen) umgesetzt (meistens als Bachelor, Master und Doktorgrad bezeichnet). Die meisten Studiengänge mit traditionellen Zwei-Zyklus-Systemen (z. B. Diplom und Doktor) haben diesen Umstellungsprozess bereits abgeschlossen, während einige Studiengänge mit staatlichem oder kirchlichem Abschluss vorerst nicht umgestellt werden.

## Länderspezifisches

### Deutschland
Ein Studiengang ist in Deutschland nach dem durch ihn erlangten Grad bzw. Studienabschluss benannt (z. B. „Bachelorstudiengang“), und für verschiedene Studienfächer kann derselbe Grad verliehen werden. Gesetzlich werden akademische Grade auch als Hochschulgrade bezeichnet.

#### Arten akademischer Grade
Das Hochschulrahmengesetz (HRG) sieht in § 18 den akademischen Diplomgrad und den akademischen Diplomgrad mit dem Zusatz (FH) vor. Für Universitäten kann das Landesrecht außerdem einen Magistergrad vorsehen sowie die Möglichkeit einräumen, „auf Grund einer Vereinbarung mit einer ausländischen Hochschule andere als die […] [vorstehenden] Grade [zu] verleihen.“ Die Hochschulgesetze einiger Bundesländer sehen vor, dass die Kunsthochschulen andere akademische Grade verleihen können (in Nordrhein-Westfalen beispielsweise den Akademiebrief, der dem Diplomgrad gleichsteht). Weiter gilt: „Im übrigen bestimmt das Landesrecht, welche Hochschulgrade verliehen werden.“ So werden zum Beispiel Doktorgrade und Ehrendoktorgrade in den Landeshochschulgesetzen geregelt.
In § 19 HRG wurde außerdem die Einrichtung von Studiengängen ermöglicht, „die zu einem akademischen Bachelor- oder Bakkalaureusgrad und zu einem Master- oder Magistergrad führen“. Der Magister als deutsche Form der Abschlussbezeichnung Master sollte nicht mit den traditionellen deutschen Magisterabschlüssen verwechselt werden, auch wenn gemeinhin sowohl das Diplom als auch der „alte“ Magister als Äquivalente zum „neuen“ Master bzw. Magister angesehen werden.
Akademische Grade in der Bundesrepublik Deutschland sind
- im ersten Zyklus
  - der Bachelor, der an Hochschulen verliehen wird,
    - Die möglichen Bezeichnungen wurden auf die folgenden Abschlüsse vereinheitlicht.[2]
    - Abkürzungen: B.A. (Bachelor of Arts), B.Sc. (Bachelor of Science), B.Eng. (Bachelor of Engineering), LL. B. (Bachelor of Laws), B. F. A. (Bachelor of Fine Arts), B. Mus. (Bachelor of Music), B. Ed. (Bachelor of Education)
    - Regelstudienzeit: 3 Jahre (seltener auch 3,5 und 4 Jahre)

  - der Bakkalaureus,
    - Abkürzung: B. oder bacc., Beispiele: B. A. (Baccalaureus Artium), bac. jur. (Baccalaureus Juris)

  - das Diplom,
    - Fachhochschule: Regelstudienzeit 4 Jahre (bei einigen Studiengängen auch 3 oder 3,5 Jahre), Abschluss: Diplom (FH),
    - Duale Hochschule: Absolventen der früheren Berufsakademien können ihren nicht-akademischen Abschluss „Diplom (BA)“ (Regelstudienzeit 3 Jahre) durch Nachgraduierung zum akademischen Abschluss „Diplom (DH)“ wandeln,
    - Gesamthochschule:[3] Regelstudienzeit 4,5 Jahre bzw. 3,5 Jahre, Abschluss: Diplom I,
- im zweiten Zyklus
  - das Diplom,
    - Universität, Technische Hochschule/Technische Universität: Regelstudienzeit 4 bis 5 Jahre, Abschluss: Diplom, in Bayern auch Diplom (univ.),
    - Gesamthochschule:[3] Regelstudienzeit 4,5 + 1 Jahr bzw. 3,5 + 1,5 Jahre, Abschluss: Diplom II,
    - Beispiele: Dipl.-Ing. (Diplom-Ingenieur/in), Dipl.-Hdl. (Diplom-Handelslehrer/in), Dipl.-Kfm./-Kffr. (Diplom-Kaufmann/-Kauffrau)

  - das Lizenziat,
    - Abkürzung: lic., Beispiel: lic. theol. (Lizentiat der Theologie)
    - Regelstudienzeit: Bachelor oder Magister/Diplom plus 1 bis 2 Jahre

  - der Magister,
    - Abkürzung: M. oder Mag. (früher auch Mr.), Beispiel: M. A. (Magister artium, Magister der Künste). Die Abkürzung M. A. steht auch für die ebenso lautende Abkürzung des akademischen Grades Master of Arts (M. A.), der in Masterstudiengängen vergeben wird; beide Grade sollten nicht miteinander verwechselt werden.
    - Regelstudienzeit: 4,5 bis 6 Jahre

  - der Master,
    - Regelstudienzeit: Vorhergehender Abschluss (Bachelor, Magister oder Diplom) plus 1 bis 2 Jahre
    - Abschlüsse für konsekutive Studiengänge: M. A. (Master of Arts), M. Sc. (Master of Science), M. Eng. (Master of Engineering), LL. M. (Master of Laws), M. F. A. (Master of Fine Arts), M. Mus. (Master of Music), M. Ed. (Master of Education)
    - Abschlüsse für nicht-konsekutive und weiterbildende Studiengänge, z. B.: MBA (Master of Business Administration), M. Arch. (Master of Architecture)

  - der Meisterschüler (an Kunsthochschulen),
    - Regelstudienzeit: Master, Diplom oder Magister plus weitere 1 bis 2 Jahre
- im dritten Zyklus
  - der Doktor,
    - Abkürzung: Dr. oder Ph.D., Beispiele: Dr. rer. nat. (Doktor der Naturwissenschaften), Dr. phil. (Doktor der Geisteswissenschaften), Dr. iur. (oder jur.) (Doktor der Rechtswissenschaft), Dr.-Ing. (Doktoringenieur), Dr. med. (Doktor der Medizin), Dr. rer. medic. (Doktor der Medizinwissenschaften) usw. Siehe auch: Liste der DoktorgradeDauer der Promotion: Nach dem vorausgehenden Abschluss – 2. Zyklus: Magister, Diplom, Staatsexamen oder Master, und unter besonderen Voraussetzungen auch Bachelor und Diplom (FH/DH/BA) – meist weitere 2 bis 6 Jahre. Medizinische Dissertationen können teilweise bereits im Studium begonnen werden. Vom European Research Council werden medizinische Dissertationen nicht als Äquivalente zum Ph. D. anerkannt.[4]

#### Rechtliche Abgrenzungen

##### Abgrenzung zu anderen Bezeichnungen
Folgende Bezeichnungen sind keine akademischen Grade:
- Die Abschlüsse staatlicher Berufsakademien sind staatliche Abschlussbezeichnungen, da es sich nicht um Hochschulen handelt und somit auch keine akademischen Grade vergeben werden dürfen. Dies gilt sowohl für die Diplom-(BA)- als auch für die Bachelorabschlüsse der Berufsakademien.[5] Die von (staatlich anerkannten) Berufsakademien verliehenen Abschlussbezeichnungen akkreditierter Ausbildungsgänge sind mit den an Hochschulen verliehenen akademischen Bachelorgraden hochschulrechtlich gleichgestellt.[6] Die Duale Hochschule Baden-Württemberg als Nachfolgeeinrichtung der baden-württembergischen Berufsakademien vergibt akademische Grade; die vorher an den Berufsakademien erworbenen Abschlüsse sind aber weiterhin keine akademischen Grade. Eine Nachgraduierung zum „Diplom (DH)“ ist möglich.
- Das Staatsexamen, das bei Lehramts-, Veterinärmedizin-, Rechtswissenschafts-, Lebensmittelchemie-, Medizin- und Pharmazie-Studiengängen absolviert wird, ist eine Prüfungsbezeichnung und stellt keinen akademischen Grad dar. Mit erfolgreichem Examen kann jedoch, meist auf Antrag, an einigen deutschen Hochschulen ein akademischer Grad erworben werden (z. B. bei Rechtswissenschaften der akademische Grad eines Diplom-Juristen). Manchmal müssen hierfür zusätzliche Prüfungsleistungen nachgewiesen werden. Dennoch bildet das Staatsexamen einen Abschluss des Studiums als Zugangsvoraussetzung für das Referendariat bzw. den Vorbereitungsdienst.
- Professor ist eine Amtsbezeichnung, darf aber in den meisten Bundesländern als akademische Würde (d. h. auch ohne den Zusatz em. für Emeritus oder a. D.) nach Versetzung in den Ruhestand weitergeführt werden. Eine Habilitation berechtigt nicht zur öffentlichen Benennung als Professor, es muss erst eine formelle Berufung und Ernennung zum planmäßigen Professor oder die außerplanmäßige Verleihung des Titels „Professor“ erfolgen.
- Neben diesen „Professoren“ gibt es im Beamtenrecht noch die Amtsbezeichnung „Direktor und Professor“ für Beamte, denen in nichthochschulischen, aber wissenschaftlichen Forschungseinrichtungen oder in Dienststellen und Einrichtungen mit eigenen wissenschaftlichen Forschungsbereichen überwiegend wissenschaftliche Forschungsaufgaben obliegen. Über die allgemeinen Laufbahnvoraussetzungen hinausreichende akademische Anforderungen bestehen für diese „Direktoren und Professoren“ nicht, insbesondere besteht kein Promotionszwang. Das Recht zur Führung der Amtsbezeichnung entfällt bei Entlassung, wenn nicht die Weiterführung mit dem Zusatz „außer Dienst“ oder „a. D.“ gestattet wird,[7] und sonst beim Wechsel in ein anderes Amt; stand die Amtsbezeichnung bei Versetzung in den Ruhestand zu, darf sie mit dem Zusatz „außer Dienst“ oder „a. D.“ weiter geführt werden.[8]
- Studiosus (stud.) und Candidatus (cand.) sind traditionelle, aber inoffizielle (und teilweise, wenn auch selten, durch Hochschulen aktiv verbotene) Bezeichnungen.

##### Abgrenzung zu Titeln
Der Titel Professor (Prof.) wird häufig als höchster akademischer Grad bezeichnet bzw. verstanden, allerdings handelt sich hier um eine Amts- oder Berufsbezeichnung, nicht um eine Abschlussbezeichnung im Sinne eines akademischen Grades.
Landesrechtlich wird geregelt, ob es einen solchen Titel formaljuristisch gibt und wer den (akademischen) Titel „Professor“ tragen darf (z. B. § 62 Abs. 2 Satz 2, § 65 Abs. 3 und § 69 Abs. 5 SächsHSFG). Die diversen Professorenbezeichnungen sind jedoch allesamt keine akademischen Grade, sondern Berufs- oder Ehrenbezeichnungen.
Im Hochschulgesetz von Rheinland-Pfalz gibt es für den Professor zusätzlich den Begriff akademische Bezeichnung. Dort heißt es: „Für Professorinnen und Professoren ist ihre Amtsbezeichnung zugleich eine akademische Bezeichnung. Sie darf auch nach dem Ausscheiden aus dem Dienst ohne den Zusatz ‚außer Dienst (a. D.)’ geführt werden.“
Ebenso werden akademische Grade wie Doktor allgemeinsprachlich als akademische Titel bezeichnet, was somit zwar sprachlich korrekt, aber rechtlich unzutreffend ist. Das Hochschulrahmengesetz, die Hochschulgesetze der Länder und die diesen unterliegenden Prüfungsordnungen verwenden den Begriff akademischer Grad oder Hochschulgrad. Umgekehrt ist die Definition von Titel in Deutschland jedoch nicht ganz eindeutig.
Gemäß § 2 Abs. 1 des Gesetzes über Titel, Orden und Ehrenzeichen werden Titel in Deutschland durch den Bundespräsidenten verliehen, soweit gesetzlich nichts anderes bestimmt ist. Die Befugnisse der Länder bleiben durch dieses Gesetz unberührt (§ 1 Abs. 2). So werden in Rheinland-Pfalz beispielsweise die Titel Justizrat oder Sanitätsrat staatlich verliehen.

##### Nennungspflicht akademischer Grade
Ein akademischer Grad gilt nicht als Namensbestandteil, daher entsteht auch kein allgemeingültiges Anrecht darauf, mit einem akademischen Grad angesprochen zu werden. Dieser Sachverhalt wird je nach Kontext verschieden angewendet.
- Beispiel Beamtenrecht: Es verletzt nicht das beamtenrechtliche Gebot zu achtungs- und vertrauenswürdigem Verhalten, wenn ein Beamter seinen Vorgesetzten nicht mit dem akademischen Grad anspricht.
- Beispiel Geschäftsverkehr: Ein Arbeitnehmer kann die Nutzung seines akademischen Grades nicht fordern, da dieser nicht zum Namen gehört. Möchte der Arbeitgeber dies trotzdem, so hat derjenige das Recht auf die korrekte Nutzung.[10]

- Beispiel Personenstandsgesetz: Zuvor bestand keine Nennungspflicht, aber die Möglichkeit, die akademischen Grade der Eltern in die Geburtsurkunde (des Kindes) eintragen zu lassen.[11] Mit Beschluss vom 4. September 2013 stellte der BGH jedoch klar, dass seit Inkrafttreten des reformierten Personenstandsgesetzes am 1. Januar 2009 akademische Grade nicht mehr im Personenregister einzutragen sind.[12]

#### Führung akademischer Grade
Die Führung akademischer Grade ist in Deutschland durch die Hochschulgesetze der Länder geregelt. Eine Pflicht zur Führung akademischer Grade besteht nicht.

##### Definition von Führung
Unter „Führung“ wird verstanden, dass der Träger eines akademischen Grades sich selbst in der Öffentlichkeit zu erkennen gibt, z. B. durch Eintragung des Grades auf Visitenkarten oder auf geschäftlichem Briefpapier, aber auch durch mündliche Bekundung. Wer sich lediglich im kleinen privaten Kreis (z. B. auf einer Party) mit einem nicht vorhandenen Grad bezeichnet, macht sich unter Umständen und in Einzelfällen nicht strafbar im Sinne unbefugter Führung, wenn z. B. ein klarer Missbrauch nicht ersichtlich ist. Unter bestimmten Umständen und in Einzelfällen, wenn ein Künstler mit einem Pseudonym in der Öffentlichkeit im Rahmen der Ausübung der Kunstfreiheit damit auftritt und eine bestimmte Bekanntheit erlangt hat, kann der Gebrauch eines akademischen Grades als Bestandteil eines Künstlernamens (z. B. DJ Dr. Motte) straffrei sein. Grundsätzlich gilt jedoch, dass auch das Führen eines akademischen Grades unter einem Pseudonym eine Strafbarkeit nach § 132a StGB erfüllt, wenn unter anderem beispielsweise eine eindeutige Unterscheidbarkeit fehlt oder eine Verwechslungsgefahr zum realen Namen besteht (z. B. Dr. Müller). So nutzt beispielsweise auch Dr. Alban einen Künstlernamen, als Zahnmediziner ist er allerdings unter seinem Realnamen Dr. Alban Uzoma Nwapa im Besitz des Doktorgrades.
Personen des gleichen Ranges sprechen sich gemäß Etikette nicht mit ihren Titeln an, sondern nur mit Namen. Somit tun dies auch promovierte Personen, die sich untereinander nicht mit Grad, sondern mit dem Nachnamen anreden.
Bei Titulierung mit einem nicht verliehenen Grad durch andere besteht keine Notwendigkeit zur Korrektur.

##### Form der Führung
Allgemein gilt, dass Grade nur in der Form geführt werden dürfen, die durch die Verleihungsurkunde oder die Prüfungsordnung festgelegt ist. Wurde der Diplomgrad einer Fachhochschule z. B. mit dem Zusatz (FH) verliehen, darf dieser Zusatz bei der Führung des Grades nicht weggelassen werden. Ob ein Grad als Namenszusatz vor oder hinter dem Namen geführt wird, ist im Gegensatz zu Österreich in Deutschland nicht gesetzlich geregelt. Allgemein üblich ist aber, dass Diplom- und Doktorgrade vor dem Namen geführt werden. Magister- und Bachelor-/Master-/PhD-Grade werden verschiedentlich, mal vor, mal hinter dem Namen geführt.
Für die Führung ausländischer Grade gelten besondere Regelungen, die den Hochschulgesetzen der Länder zu entnehmen sind. Ausländische Grade dürfen in der Regel nur mit Herkunftszusatz (die Bezeichnung der verleihenden Hochschule, Beispiel: Dr. med. (Univ. Isfahan)) geführt werden, Ausnahmen gibt es unter anderem für Hochschulgrade aus Ländern der Europäischen Union und des Europäischen Wirtschaftsraums (zusätzlich Island, Norwegen, Liechtenstein) einschließlich des Vatikans. Eine wörtliche Übersetzung des ausländischen Grades ins Deutsche kann in Klammern hinzugefügt werden.
Mitunter begegnet man in Deutschland auch der Form „Dr. des.“, was für „Doctor designatus“ steht. Dies bezeichnet eine Person, die ihre Dissertation erfolgreich vorgelegt und alle im Promotionsverfahren vorgeschriebenen Prüfungen absolviert hat, deren Dissertation aber noch nicht veröffentlicht wurde, oder zumindest ihre Doktorurkunde noch nicht erhalten hat. Einige Promotionsordnungen sehen daher die Erlaubnis zum Führen des „Dr. des.“ bis zur Aushändigung der Doktorurkunde vor, in anderen ist diese Möglichkeit nicht vorgesehen oder sogar explizit untersagt.

##### Strafbarkeit bei unbefugter Führung
Anders als bei den meisten geschützten Bezeichnungen, deren unrechtmäßige Führung in der Regel ordnungswidrig ist, stellt die unrechtmäßige Führung eines deutschen oder ausländischen akademischen Grades eine Straftat gemäß § 132a StGB (Missbrauch von Titeln, Berufsbezeichnungen und Abzeichen) dar und kann mit Geld- oder Freiheitsstrafe belegt werden.
Dies gilt auch für die Führung von Bezeichnungen, die akademischen Graden zum Verwechseln ähnlich sind. Dies ist in dem Sinne zu verstehen, dass gegenüber Dritten der Anschein erweckt werden kann, es handele sich um einen akademischen Grad, also selbst bei Bezeichnungen wie „Diplom-Webmaster“, „Diplom-Sekretärin“ oder „Diplom-Heilpraktiker“. Da in Deutschland z. B. im Bereich der beruflichen Weiterbildung als „Diplom“ titulierte Bescheinigungen üblich sind und auch oft bewusst akademisch anmutende Begriffe wie „Fernstudium“, „Diplomprüfung“, „auf universitärem Niveau“ im selben Zusammenhang verwendet werden, ist der Irrtum weit verbreitet, man könne sich nach Erhalt eines solchen Zertifikates das Kürzel „Dipl.“ vor die Berufsbezeichnung setzen. Diese Unbekümmertheit kann aber letztlich sogar strafrechtliche Konsequenzen nach sich ziehen. Die Bezeichnungen „Diplom“ bzw. „Dipl.“ implizieren, wenn sie neben dem Namen geführt werden, in jedem Fall einen akademischen Grad. Das Hinzufügen der Abkürzung des verleihenden Weiterbildungsinstituts als Klammerzusatz ist nicht geeignet, eine Verwechslung mit einem akademischen Grad auszuschließen.
Deshalb dürfen die Diploma des IIW der Schweißaufsichten mit der weltweit gültigen Registrierungsnummer nicht übersetzt werden. Das Eidgenössische Diplom z. B. Kunsttherapeutin mit eidgenössischem Diplom darf nicht umformuliert und abgekürzt werden.

##### Eintragung in offizielle Dokumente
Die Eintragung akademischer Grade in offizielle Dokumente, z. B. in den Reisepass, ist in Deutschland, im Gegensatz zu Ländern wie Österreich, nicht vorgesehen. Eine Ausnahme bildet der Doktorgrad, der in abgekürzter Form in den Ausweis eingetragen werden kann. Im West-Berliner „behelfsmäßigen Personalausweis“ bestand hingegen darauf kein Anspruch.

#### Deutsche Demokratische Republik (DDR)
- In der DDR vollzog sich während der dritten Hochschulreform Ende der 1960er Jahre eine Anpassung an das verbündete östliche Ausland, die sich in der „Verordnung über die akademischen Grade“ vom 6. November 1968 niederschlug. Es wurden drei Stufen auch für alte, bestehende akademische Fachrichtungen festgelegt. Nach bestandenem Staatsexamen erhielt man zunächst nur die Berufsbezeichnung (z. B. Arzt, Chemiker), die nicht als Titel am Namen im Ausweis geführt wurde und keinen akademischen Grad darstellte.
  - Der erste akademische Grad war das Diplom. Dieses setzte eine Diplomarbeit und deren erfolgreiche öffentliche Verteidigung vor Vertretern der von der Fakultät berufenen Diplomkommission voraus. Kurz nach dem Erlass dieser Ordnung wurde der Erwerb des Diploms zum Studienziel bei allen akademischen Universitätsstudiengängen festgeschrieben.
  - Mit der Aspirantur bzw. nach der Hochschulreform 1968 mit einem dreijährigen Forschungsstudium, dessen Ziel die Promotion A war, erwarb man den zweiten akademischen Grad, den Doktor eines Wissenschaftszweiges. Da dessen Erwerb kein allgemeines Studienziel mehr und auch zur Berufsausübung als Arzt (durch Approbation nach Staatsexamen gewährt) keineswegs erforderlich war, wurde diese neue Hürde erheblich aufgewertet. Im Regelfall benötigte man wie früher eine Inauguraldissertation (also eine zweite Arbeit) und musste wieder in einer öffentlichen Disputation vor Vertretern einer Promotionskommission der Fakultät seine Ergebnisse verteidigen. Zwar waren eigene wissenschaftliche Publikationen zuvor nützlich und üblich, ersetzten aber in der Regel nicht das genannte Verfahren.
  - Die „alte“ Habilitation (Beispiel: Dr. med. habil.) wurde zum dritten akademischen Grad Doktor der Wissenschaften = Dr. scientiarum (Beispiel: Dr. sc. med.) umgemünzt und entsprach so dem sowjetischen Vorbild. In einem Promotion-B-Verfahren musste man seine bisherige wissenschaftliche Leistung durch mehrere beachtenswerte wissenschaftliche Publikationen belegen, eine Dissertation zur Promotion B (dritte und höherwertige Arbeit) verfasst und diese in einer öffentlichen Sitzung vor Fakultätsmitgliedern verteidigt haben.
- Es war nach oben genannter Ordnung nur das Führen des jeweilig höchsten Titels erlaubt, also gab es in den 1980ern in der DDR weder einen Dr. med. Dipl.-Med. noch einen Dr. rer. nat. Dipl.-Chem., sofern der Dipl.-Chem. nach genannter Verordnung überhaupt als akademischer Grad erworben wurde. Kombinationen waren nur bei mehreren unabhängigen Fachabschlüssen (Beispiel: Dr. rer. nat. Dr. med.) und Ehrentiteln (Beispiel: Dr. h. c. Dr.) möglich.
- Zur Lehre an Universitäten der DDR war man erst nach Erteilung einer facultas docendi und venia legendi durch die Fakultät berechtigt. Diese erhielt man in der Regel erst nach Promotion B.
- Eine weitere Voraussetzung zur akademischen Lehre war eine hochschulpädagogische Ausbildung, um die man sich nach Erlangung des zweiten akademischen Grades (Dr.) bemühen konnte.

Nach der Wiedervereinigung Deutschlands wurden im Allgemeinen die in der DDR erworbenen akademischen Grade gemäß Einigungsvertrag anerkannt und an die westdeutschen Bezeichnungen angepasst (Beispiel: Dr. sc. med. zum Dr. med. habil.). Die facultas docendi wurde als eigenständiger Nachweis der Lehrbefähigung abgeschafft und wieder in die Habilitation einbezogen. Die Diplomarbeiten der Medizinstudenten entfielen wieder, womit diese zeitlich früher mit einer Promotionsarbeit beginnen konnten.

### Österreich
Das klassische System der akademischen Titulatur wurde in Österreich in den letzten Jahren dem einheitlichen europäischen Hochschulwesen angepasst. Die wichtigsten Neuerungen traten 1999 mit der Einführung der zweigliedrigen Bakkalaureats- und Magisterstudien durch eine Novelle des Universitäts-Studiengesetzes und 2006 durch die Umstellung auf die englischsprachigen Bezeichnungen Bachelor und Master im Universitätsgesetz 2002 in Kraft. Bisher verliehene akademische Grade bleiben von der Neuregelung unberührt, die aufgrund von Bakkalaureats- und Magisterstudien verliehen Grade Bakk. und Mag. (nicht aber ein durch ein Diplomstudium erworbener Mag.) können aber auf Antrag auf den entsprechenden Bachelor- oder Master-Grad umgeschrieben werden.

#### Arten akademischer Grade
Die Auflistung der akademischen Grade für den Abschluss ordentlicher Studien erfolgt entsprechend dem Bologna-System in drei Ebenen bzw. Zyklen. Daneben werden akademische Grade auch für den Abschluss außerordentlicher Studien im Rahmen der Weiterbildung (Weiterbildungsebene) verliehen, welche allerdings nicht dieselbe Wirkung entfalten wie die akademischen Grade für ordentliche Studien, auch wenn sie zum Teil denselben Wortlaut haben.

##### Erster Zyklus – Ebene 1 (Bachelor-Ebene)
Voraussetzung für den Zugang ist ein erfolgreicher Sekundarschulabschluss, die Regelstudiendauer beträgt 3 bis 4 Jahre (180–240 ECTS-Credits), der Abschluss berechtigt zum Masterstudium.
- Bakkalaureus bzw. Bakkalaurea
  - Abkürzung: Bakk. sowie ein die ungefähre Richtung des Studiums kennzeichnender lateinischer Zusatz, Beispiel: Bakk. phil. (Baccalaureus philosophiae/Bakkalaureus der Philosophie).
  - Beispiele: Bakk. phil., Bakk. rer. soc. oec., Bakk. techn.
  - Der akademische Grad Bakkalaureus bzw. Bakkalaurea wurde bis zum Jahr 2006 verliehen und danach durch den Grad Bachelor abgelöst. Die Führung dieses Grades erfolgt nach dem Namen, Beispiel: „Max Mustermann, Bakk. phil.“.
- Bachelor
  - Abkürzung: B sowie (davor oder danach) die Abkürzung der jeweiligen Studiengruppe bzw. -gattung
  - Beispiele: BSc, BA, B.Eng., B. Ed., B. BA., LL. B.
  - Der akademische Grad Bachelor löste 2006 den Grad Bakkalaureus ab und wird nach dem Namen geführt, Beispiel: „Magdalena Musterfrau, B. Sc.“.

##### Zweiter Zyklus – Ebene 2 (Master-Ebene)
Bei Studien auf Ebene 2 wird zwischen Diplomstudien und Masterstudien unterschieden.
Für den Zugang zu Diplomstudien ist ein erfolgreicher Sekundarschulabschluss erforderlich, die Regelstudiendauer beträgt 4 bis 6 Jahre (240–360 ECTS-Credits).
Für den Zugang zu Masterstudien ist ein erfolgreicher Abschluss eines Studiums zumindest der Ebene 1 (Bachelor-Ebene) erforderlich, die Regelstudiendauer beträgt 1 bis 2 Jahre (60–120 ECTS-Credits, d. h. in Summe ebenfalls 240–360 ECTS-Credits).
Erfolgreich abgeschlossene Studien der Ebene 2 (Master-Ebene) berechtigen zum Doktoratsstudium, wobei sich bei einigen Diplom- oder Masterstudien die Regelstudiendauer des Doktoratsstudiums um bis zu 2 Semester verlängern kann.
- Magister bzw. Magistra
  - Abkürzung: Mag. sowie ein die ungefähre Richtung (die klassische Fakultät) des Studiums kennzeichnender lateinischer Zusatz (etwa. Mag. phil. für Magister philosophiae/Magister der Philosophie).
  - Beispiele: Mag. phil., Mag. rer. soc. oec., Mag. art. oder Mag., manchmal auch inoffiziell: Maga oder Mag.a
  - Der akademische Grad Magister bzw. Magistra wird in Österreich sowohl für erfolgreich absolvierte Diplomstudien als auch für die ersten Magisterstudien (Vorläufer der Masterstudien) im dreistufigen Bologna-System verliehen. Mit der Umsetzung des Bologna-Prozesses und dem damit verbundenen Auslaufen der bisherigen Diplomstudien wird dieser Grad seit dem Jahr 2006 sukzessive durch den Master abgelöst. Die Führung des Grades Magister bzw. Magistra erfolgt vor dem Namen, Beispiel: „Mag. Max Mustermann“ respektive „Mag. Magdalena Musterfrau“.
- Diplom-Ingenieur bzw. Diplom-Ingenieurin
  - Abkürzung: Dipl.-Ing. oder DI (wahlweise).
  - Beispiele: Dipl.-Ing. oder DI, manchmal auch inoffiziell: Dipl.Ingin oder DIin oder DI.in
  - Der akademische Grad Diplom-Ingenieur bzw. Diplom-Ingenieurin wird in Österreich sowohl für erfolgreich abgeschlossene Diplomstudien (in meist technischen Studienrichtungen) als auch für Masterstudien im dreistufigen Bologna-System verliehen. Die Führung des Grades Diplom-Ingenieur bzw. Diplom-Ingenieurin erfolgt vor dem Namen, Beispiel: „Dipl.-Ing. Max Mustermann“ respektive „Dipl.-Ing. Magdalena Musterfrau“.
- Master
  - Abkürzung: M sowie (davor oder danach) die Abkürzung der jeweiligen Studiengruppe bzw. -gattung.
  - Beispiele: MSc, MA, M. Eng., M. Ed., LL. M.
  - Der akademische Grad Master löst seit dem Jahr 2006 sukzessive den Grad Magister ab und wird nach dem Namen geführt, Beispiel: „Max Mustermann, M. Sc.“.
- Doktor der gesamten Heilkunde / Doktor der Zahnheilkunde
  - Abkürzung: Dr. med. univ. bzw. Dr. med. dent.
  - Die akademischen Grade Dr. med. univ. bzw. Dr. med. dent. werden seit 2002 nach dem erfolgreichen Abschluss des Human- und Zahnmedizinstudiums verliehen und entsprechen Diplomgraden. Die Führung dieser Grade erfolgt vor dem Namen, Beispiel: „Dr. med. univ. Magdalena Musterfrau“.

Früher waren dieselben Grade nach dem Gesetz vollwertige Doktoren, da es sich beim österreichischen Medizinstudium früher um ein Doktoratsstudium handelte. Dies führt immer noch zu Verwirrungen.

##### Dritter Zyklus – Ebene 3 (Doktorats-Ebene)
Voraussetzung für den Zugang ist ein erfolgreicher Abschluss eines Studiums der Master-Ebene (Master- oder Diplomstudium), die Regelstudiendauer beträgt 2 bis 3 Jahre (120–180 ECTS-Credits).
- Doktor bzw. Doktorin
  - Abkürzung: Dr. sowie ein die ungefähre Richtung des Studiums kennzeichnender lateinischer Zusatz (etwa. Dr. techn. für Doctor technicae/Doktor der technischen Wissenschaften).
  - Beispiele: Dr. phil., Dr. rer. soc. oec., Dr. techn. oder Dr., manchmal auch inoffiziell: Drin oder Dr.in
  - Die Führung des Grades Doktor (Dr.) bzw. Doktorin (Dr.) erfolgt vor dem Namen, Beispiel: „Dr. techn. Max Mustermann“.
  - Anmerkung: Die nach Abschluss des Human- und Zahnmedizinstudiums verliehenen akademischen Grade Dr. med. univ. und Dr. med. dent. entsprechen Diplomgraden. Die korrekte Bezeichnung nach Abschluss des medizinischen Doktoratsstudiums lautet Doktor/Doktorin der gesamten Heilkunde und der medizinischen Wissenschaft (Dr. med. univ. et scient. med.)
- Doctor of Philosophy
  - Abkürzung: PhD oder Ph.D.
  - Der PhD kann seit 2006 alternativ statt des traditionellen Doktorgrads vergeben werden, wenn für das jeweilige Doktoratsstudium mindestens drei Jahre Regelstudienzeit vorgesehen sind.[20]
  - Die Führung des Grades Doctor of Philosophy erfolgt nach dem Namen, Beispiel: „Magdalena Musterfrau, Ph.D.“.

##### Weiterbildungsebene
In Form von Weiterbildungsstudiengängen können ebenfalls der Master oder Doktor erworben werden. Die Zulassungsvoraussetzungen können sich vor allem im Hinblick auf Berufserfahrung von Studiengängen, welche nicht als Weiterbildung angeboten werden, unterscheiden.
Mastergrade in der Weiterbildung („Master of …“, „Master in …“) werden nach Abschluss von universitären Studiengängen verliehen. Für den Zugang zu diesen ist ebenso ein abgeschlossenes Studium vorausgesetzt und darüber hinaus kann Berufspraxis bzw. die positive Absolvierung einer Aufnahmeprüfung gefordert sein. Die Mastergrade in der Weiterbildung sind gelegentlich nicht identisch mit den Mastergraden aufgrund des Abschlusses anderer Studien, auch wenn sie zum Teil denselben Wortlaut haben. Mit diesen Mastergraden ist auch eine Zulassung zu einem Doktoratsstudium möglich. Die Regelstudiendauer beträgt wie bei konsekutiven Masterstudiengängen 1 bis 3 Jahre (60–180 ECTS-Credits).
- Beispiele: MBA, MAS
- Auch in der Weiterbildung erworbene Mastergrade werden nach dem Namen geführt, Beispiel: „Max Mustermann, MBA.“.

#### Regelungen zu Universität und Fachhochschule
Bei den für Bachelor- bzw. Masterstudien eingeführten akademischen Graden Bachelor und Master wird nicht nach Hochschularten (Universität/Fachhochschule) differenziert. Bei den mit der Umsetzung des Bologna-Prozesses auslaufenden Diplomstudien erfolgt keine Differenzierung in der Art, dass Absolventen eines Diplomstudiums an einer Fachhochschule den Zusatz (FH) bei ihren akademischen Graden anzuführen haben.

#### Führung akademischer Grade
Die Führung akademischer Grade ist in Österreich durch das Universitätsgesetz, für Privatuniversitäten und Privathochschulen durch das Privathochschulgesetz und für Fachhochschulen durch das Fachhochschulgesetz geregelt.
Das unberechtigte Verleihen, Vermitteln oder Führen von akademischen Graden wird mit einer Geldstrafe bis zu 15.000 Euro bestraft. Das neu eingeführte System ist gesetzlich geregelt, nicht geschützt ist aber das Führen von Buchstabenkombinationen hinter dem Namen: Neben den Akademischen Graden werden auch Kürzel für das Absolvieren diverser postgradualer Lehrgänge vergeben und auch von privaten Organisationen angeboten. Auch willkürliche Angabe von Kombinationen ist vorerst nicht untersagt.
Anfang des 21. Jahrhunderts sind für die weiblichen Grade eigene Abkürzungsformen entstanden: Mag.a für Magistra oder Dr.in für Doktorin. Immer mehr findet sich auch die männliche Version dieser gendergerechten Schreibweise, insb. Mag.r für Magister. Dabei ist festzuhalten, dass abgekürzte weibliche Formen wie z. B. Mag.a oder Dr.in verwendet werden dürfen. Die ÖNORM A 1080, welche den geschlechtersensiblen Umgang mit Sprache regeln sollte, kam nicht zustande, da der für eine Normierung zu erzielende breite Konsens nicht erzielbar sei, so erklärte die in Österreich für Normierungen zuständigen Austrian Standards in einer Mitteilung.

#### Akademische Expertentitel
Universitätslehrgänge und Lehrgänge universitären Charakters können gemäß § 58 und § 87a UG Bezeichnungen der Form „Akademische(r) …“ verleihen, etwa „akademischer Immobilienexperte“. Diese Bezeichnungen gelten jedoch nicht als akademische Grade.

#### Akademische Grade als Namenszusatz
Akademische Grade sind kein Teil des Namens; sie können, müssen aber nicht geführt werden. Dementsprechend sind sie auf Wunsch gemäß § 37 Abs. 2 PStG 2013 in das Personenstandsregister oder in andere amtliche Urkunden (z. B. Ausweise) einzutragen. Es besteht keine Eintragungspflicht, nur ein Recht auf Eintragung. Die akademischen Grade Mag., Dr. und DI bzw. Dipl.-Ing. werden dem Namen vorangestellt, andere akademische Grade (Bakk., PhD, Bachelor- und Mastergrade mit englischen Bezeichnungen) nachgestellt (§ 88 Abs. 2 Universitätsgesetz). Dabei ist eine „aufsteigende“ Reihenfolge üblich, also Mag. Dr. Hans Müller und nicht Dr. Mag. Hans Müller. Um nachzustellende akademische Grade nicht fälschlicherweise als Teil des Familiennamens erscheinen zu lassen, empfiehlt das Bundesministerium für Wissenschaft und Forschung, nachgestellte Titel vom Namen durch einen Beistrich (Komma) abzusetzen.

#### Abgrenzung
Die Qualifikationsbezeichnungen Ingenieur ist kein akademischer Grad, kann aber wie ein solcher in Urkunden eingetragen werden. Berufsdiplome sind keine akademischen Grade, da sie nicht von den Universitäten und Hochschulen verliehen werden; dies gilt etwa für die Bezeichnungen „Diplom-Pädagoge“ oder die Berufsbezeichnung „Diplomierter Gesundheits- und Krankenpfleger“.

### Schweiz
An den Schweizer Hochschulen wurde seit 2001/2002 die Bologna-Deklaration umgesetzt und ein zweistufiges System mit zwei akademischen Graden vorgesehen:
- Bachelor (180 ECTS-Kreditpunkte oder drei Jahre Vollzeitstudium)
- Master (90–120 ECTS-Kreditpunkte oder weitere eineinhalb bis zwei Jahre Vollzeitstudium)

Zwingende Zulassungsvoraussetzung für ein konsekutives Masterstudium ist ein abgeschlossenes Bachelorstudium. Mit einem mindestens guten Notendurchschnitt kann an einer Universität ein Doktorat absolviert werden. Die Hochschulen verlangen gute Kenntnisse in den Unterrichtssprachen.
Im Bereich der Weiterbildung bieten die Schweizer Universitäten und Hochschulen den Titel „Master of Advanced Studies (MAS)“ mit mindestens 60 ECTS-Kreditpunkte oder einem Jahr Vollzeitstudium an. Auf Ebene der Wirtschaftswissenschaften wird der Titel „Executive Master of Business Administration“ (Executive MBA als Grad, EMBA als Abkürzung) vergeben. Das MAS-Konzept beinhaltet die Certificate of Advanced Studies (CAS) (Zertifikat auf Hochschulstufe) und die Diploma of Advanced Studies (DAS) (Diplom auf Hochschulstufe). Der MAS berechtigt nicht zur Dissertation.
Der MAS (EMBA und weitere) wird in Deutschland nicht als akademischer Hochschulgrad gewertet, sondern wird als „postgraduales Studienangebot“ einer ausländischen Hochschule eingestuft. Der ausländische Hochschulgrad kann gemäß Beschluss der Kultusministerkonferenz (KMK) vom 14. April 2000 unter Angabe der verleihenden Hochschule geführt werden (siehe Punkt 1 des KMK-Beschlusses).

### Sonstige Länder

#### Französischer Sprachraum
Belgien
- Candidat – Abitur/Matura + 2 Jahre
- Bachelier/Gradué – Abitur + 3 Jahre
- Master/Licencié – Abitur + 4 oder 5 Jahre
- Ingénieur industriel (Ing., Industrieingenieur) – Abitur + 5 Jahre
- Ingénieur civil (Ir., Zivilingenieur) – Abitur + 5 Jahre
- Docteur – in der Regel Abitur + 8 Jahre, Doktorarbeit

Frankreich
Aktuelle akademische Grade:
- nach französischem Recht gilt das Baccalauréat, das dem Abitur bzw. der Matura entspricht, als erster akademischer Grad
- Licence – Abitur + 3 Jahre
- Master – Abitur + 5 Jahre
- Docteur – Abitur + 8 Jahre, Doktorarbeit

- Ingénieur diplomé – Abitur + 5 Jahre
- Diplôme
- Docteur habilité (Dr. habil.) mit Habilitation

Frühere akademische Grade:
- Diplôme d’études universitaires générales, DEUG – Abitur + 2 Jahre
- Maîtrise – Abitur + 4 Jahre
- Diplôme d’études supérieures spécialisées, DESS – Abitur + 5 Jahre
- Diplôme d’études approfondies, DEA – Abitur + 5 Jahre

Kanada (Québec Francophone)
- Diplôme d’études collégiales – Berufsausbildung – Studienberechtigung + 1 bis + 3 Jahre
- Baccalauréat – Baccalauréat Général: Studienberechtigung + 3, andere: bis + 4 Jahre, Baccalauréat en droit: bis + 5 Jahre
- Maîtrise – Studienberechtigung + 4 bis + 5 Jahre oder Baccalauréat + 1 bis + 2 Jahre
- Docteur – Studienberechtigung + 2 bis + 4 Jahre
- Certificat/Diplôme – postgraduale Berufsweiterbildung – Hochschulabschluss oder Berufskenntnisnachweis + 1 bis + 3 Jahre

#### Englischer Sprachraum
Die Gradbezeichnungen und Studiendauern sind nicht einheitlich geregelt und variieren zwischen Ländern, Hochschulen, und sogar den Fakultäten derselben Hochschule. Ein durchgängiges „angloamerikanisches System“ von akademischen Graden existiert nicht.
Die Grundformen der häufigsten akademischen Grade sind:
- Bachelor – 3 oder 4 Jahre
- Bachelor (hons) – 4 Jahre
- Graduate Certificate – Bachelor + 1 Jahr
- Graduate Diploma – Bachelor + 2 Jahre
- Master – Bachelor + 2 Jahre + Abschlussarbeit
- Doctoral Degree – Master + 3 oder 4 Jahre

Australien
In Australien werden folgende akademischen Grade und Hochschulabschlüsse vergeben:
- Diploma – meist berufsqualifizierend, kann auf den Erwerb eines Bachelor angerechnet werden, Studiumsberechtigung + 1 Jahr
- Advanced Diploma – berufsqualifizierender Abschluss einer Hochschule, kann auf den Erwerb eines Bachelor angerechnet werden, Studiumsberechtigung + 2 Jahre
- Associate Degree – im Gegensatz zum Advanced Diploma eher theoretisch und allgemeinbildend ausgerichtet, Studiumsberechtigung + 2 Jahre
- Bachelor Degree – Studiumsberechtigung + 3 oder + 4 Jahre oder im Fall Bachelor of Law/Medicine + 4 bis + 5 Jahre
- Bachelor with Honours Degree (konsekutiv) – zunehmend durch entsprechenden Master ersetzt – 3-jähriger Bachelor oder im Fall einer 4-jährigen Bachelor-Variante auch als Parallelstudium ab dem 4. Jahr + 1 bis + 2 Jahre
- Graduate-entry Bachelor Degree – wird hauptsächlich in der Rechtswissenschaften, Medizin, Schulpädagogik und Architektur verliehen und qualifiziert für eine spezielle Berufsausbildung, Bachelor + 2 bis + 4 Jahre.
- Graduate Certificate – Spezialisierung in einem Studienfach, Bachelor + 1 bis + 1,5 Semester
- Graduate Diploma/Postgraduate Diploma – Spezialisierung in einem Studienfach, Bachelor + 1 bis + 2 Jahre
- Master Degree – Bachelor + 1 oder + 2 Jahre oder im Fall eines „very high research quality“ Master: Baccalaureatus Cum Honore degree + 2 bis + 3 Jahre
- Doctoral Degree – Bachelor with Honours oder Master + 3 oder + 4 Jahre.

Irland
Die Grundformen der häufigsten akademischen Grade sind:
- National Certificate – 1 Jahr
- National Diploma – 2 Jahre
- Bachelor – 3 oder 4 Jahre + Abschlussprüfung
- Bachelor (honours) – 4 Jahre + Abschlussprüfung
- Graduate Certificate – Bachelor + 1 Jahr
- Graduate Diploma – Bachelor + 2 Jahr
- Master – Bachelor + 2 Jahre + Abschlussprüfung
- Doctoral Degree – Master + 3 oder 4 Jahre

Kanada
- Diploma/Associate Degree – Studiumsberechtigung + 2 Jahre, für ein Advanced Diploma + 3 Jahre
- Bachelor Degree – Minor/General Bachelor: Studiumsberechtigung + 3 Jahre, im Fall Honours, Specialization und Major Bachelor: + 4 Jahre
- Bachelor with Honours/Baccalaureatus Cum Honore degree (konsekutiv) – weitgehend durch entsprechenden Master ersetzt – General Bachelor, im Fall einer 4-jährigen Bachelor-Variante auch als Parallelstudium ab dem 4. Jahr + 1 bis + 2 Jahre
- Graduate Certificate – Spezialisierung in einem Studienfach, Bachelor + 1 bis + 1,5 Semester
- Graduate Diploma/Postgraduate Diploma – Spezialisierung in einem Studienfach, Bachelor + 1 bis + 2 Jahr
- Master – Bachelor + 1 bis + 2 Jahre oder im Fall eines „very high research quality“ Master: Baccalaureatus Cum Honore degree + 2 bis + 3 Jahre
- Berufsdoktorat (hauptsächlich in der Rechtswissenschaften als Juris Doctor (JD) sowie in der Medizin als Medical Doctor (MD) verliehen, keine Promotion erfordernd) – Bachelor + 3 oder + 4 Jahre.
- Doctor – Voraussetzung: Baccalaureatus Cum Honore oder Master + 3 bis + 5 Jahre

Namibia
Folgende akademische Grade und Hochschulabschlüsse werden in Namibia vergeben:
- Certificates (diverse) – Qualifikationslevel 1–8
- Diplomas (diverse) – Qualifikationslevel 5–8
- Bachelor – Qualifikationslevel 7
- Bachelor Honours und Professional Bachelor – Qualifikationslevel 8
- Masters Degree – Qualifikationslevel 9
- Doctoral Degree – Qualifikationslevel 10

Südafrika
Folgende akademische Grade und Hochschulabschlüsse werden auf der Basis des Higher Education Act, 1997 (Act No.101 of 1997) in Südafrika im Rahmen des National Qualifications Framework (NQF) vergeben:
- Higher Certificate[A 1]
- Advanced Certificate[A 2]
- Diploma[A 3]
- Advanced Diploma[A 4]
- Bachelor's Degree[A 5]
- Postgraduate[A 6]
- Bachelor Honours Degree[A 7]
- Master's Degree[A 8]
- Doctoral Degree[A 9]

Vereinigtes Königreich
Folgende akademische Grade und Hochschulabschlüsse werden im Vereinigten Königreich vergeben:
- Foundation Degree – Studiumsberechtigung + 2 Jahre
- Bachelor Degree – inzwischen meist als Bachelor Honours Degree – Studiumsberechtigung + 3 oder + 4 Jahre, Bachelor of Medicine bis + 6 Jahre.
- Postgraduate Certificate – praktische Spezialisierung in einem Studienfach, Bachelor + 1 Jahr
- Postgraduate Diploma – praktische Spezialisierung in einem Studienfach, Bachelor + 1 oder + 2 Jahre
- Master Degree – Bachelor + 1 Jahr.
- Doctoral Degree – Master + 2 bis + 4 Jahre.

Vereinigte Staaten
- Associate Degree – Studiumsberechtigung + 2 Jahre
- Bachelor – Studiumsberechtigung + 3 oder + 4 Jahre
- Master – Studiumsberechtigung + 4 bis 6 Jahre/Bachelor + 1 oder + 2 Jahre
- Engineer’s Degree – Besonderer Abschluss im Ingenieurwesen, der nach dem Master erreicht werden kann, Master + 1 bis 2 Jahre
- Doctor – Voraussetzung: wissenschaftlicher 4-jähriger Bachelor mit sehr guter Note oder Master
  - Titel sind zum Beispiel PhD oder DPhil (3 bis 7 Jahre), DBA (3 bis 4 Jahre).
- Berufsdoktorat (hauptsächlich in der Rechtswissenschaften als Juris Doctor (JD) sowie in der Medizin als Medical Doctor (MD) verliehen, keine Promotion erfordernd) – Bachelor + 3 oder + 4 Jahre.

In den USA ist auch der nach zweijährigem College-Studium verliehene Associate Degree ein akademischer Grad. In vielen anderen Ländern, besonders in Europa, wird er aber nicht als solcher anerkannt, sondern eher als Hochschulreife oder Fachschulabschluss.

#### Spanischer Sprachraum
- Diplomado (Diplom) – Standard-graduate-Titel, Abitur/Matura + 3 Jahre
- Licenciado (Lizenziat) – Standard-graduate-Titel, Abitur + 4 oder + 5 Jahre
- Ingeniero (Ingenieur) – Standard-graduate-Titel, Abitur + 5 oder + 6 Jahre
- Profesor (Professor, mit Lehrbefugnis) – Abitur + 6 bis + 10 Jahre
- Maestría – Licenciado/Ingeniero/Profesor/Postgraduate Degree + 1 oder 2 Jahre
- Doctorado (Doktor) – Licenciado/Ingeniero oder Profesor + Doktorarbeit, in der Regel 2 Jahre
- Título propio bzw. Diploma propio – Hochschuleigener Grad oder Titel (Advanced Graduate-Level)
- Arquitecto (Arqu.) – diplomierter Architekt
- Arquitecto técnico (Arqu. técn.) – entspricht einen Zivilingenieur
- Maestro (M.)

#### Griechenland
- Didaktor (Dr./Δρ.) (= PhD)
- Metaptychiako Diploma Eidikefsis (M.D.E.) 2 Jahre Master (Univ.) (= Master)
- Diploma (Dipl.) 5 Jahre integrierter Master-Abschluss (= Bachelor + Master)
- Ptychio (Pt.) 4 Jahre Bachelor (Univ.) (= Bachelor)
- Ptychio Technologikis Ekpedefsis (Pt. T. E.) 4 Jahre Bachelor (Fachhochschule)

#### Heiliger Stuhl – Vatikan
- Baccalaureato/Baccalaureata (Bacc.)
- Licentiatus/Licentiata (Lic.)
- Doctor (Dr.)

#### Italien
- Dottore/Dottoressa (dott./dott.ssa)[45] – maturità (Abitur/Matura) + 3 Jahre (= Bachelor)
- Master Universitario di primo livello – maturità + ca. 4 Jahre
- Dottore/Dottoressa magistrale (dott./dott.ssa; teilweise auch: dott. mag./dott.ssa mag.) – maturità + 5 Jahre (= Master)
- Master Universitario di secondo livello – maturità + ca. 6 Jahre
- Dottore/Dottoressa di Ricerca (DR, Dott. Ric., Ph.D.) – maturità + 8 Jahre (= Ph.D.)

#### Litauen
In Litauen wurde 1993 ein in drei Hauptzyklen gestuftes Studiensystem eingeführt.
- bakalauras (entspricht Bachelor), in der Regel 4 Jahre; 5 Jahre beispielsweise beim Studium der kath. Theologie an der VDU.
- (diplomuotas) specialistas
- magistras (entspricht Master/Uni-Diplom, für postgraduale Studiengänge)
- daktaras (Doktor)
- habilituotas daktaras (Habilitation)

Der profesijos bakalauras oder profesinis bakalauras ist kein akademischer Grad, sondern ein Berufsabschluss, der nach 3 Jahren Studium an Kolegija (Kollegien bzw. Colleges, im tertiären Bildungsbereich) verliehen wird. Der Abschluss ist keine Berechtigung zum Masterstudium an den litauischen Hochschulen. Die Berufsqualifikation profesinė kvalifikacija ist ebenfalls formell kein akademischer Grad.
Die Grade ab Doktor werden anders als im deutschsprachigen Raum nicht als akademische Grade, sondern als wissenschaftliche Grade bezeichnet.

#### Niederlande
In den Niederlanden werden als Ergebnis des Bologna-Prozesses folgende Grade vergeben:
- Bachelor – Abitur/Matura + 3 Jahre an einer Universität oder niederl. FH-Reife + 4 Jahre an einer hogeschool (Fachhochschule)
- Master – Bachelor + 1 bis 2 Jahre
- Professional Master – wie Master, befähigt allerdings nicht zur Promotion, da rein beruflich ausgerichtete Weiterbildung
- Doctor (Dr. oder Ph.D.) – Promotion, der Grad Ph.D. wird im Normalfall nur an ausländische Studenten verliehen

Vor der Einführung der dem Bologna-Prozess entsprechenden Grade gab es noch folgende Abschlüsse in den Niederlanden:
- doctoraal examen – grundständiger Grad an Universitäten, nicht mit dem Doktorgrad zu verwechseln; in Deutschland als Äquivalent zum dt. Diplom angesehen, wobei allerdings das doctoraal examen oude stijl, welches vor einer Reform in den 1980er- und 1990er-Jahren verliehen wurde, höherwertiger als das dt. Diplom war
- getuigschrift HBO – Abschluss einer niederländischen Fachhochschule, Absolventen tragen den Grad baccalaureus, bzw. in den Ingenieurwissenschaften ingenieur

Vereinzelt werden die Grade baccalaureus und ingenieur in Deutschland nicht als akademische Grade angesehen. Dies liegt an grundlegenden Unterschieden im Hochschulrecht beider Länder. Werden in Deutschland die Begriffe akademischer Grad und Hochschulgrad synonym verwendet, so wird nach niederländischem Recht nur der Abschluss einer Universität als akademischer Grad bezeichnet, der Abschluss einer hogeschool (entspricht der dt. Fachhochschule) dagegen als Hochschulgrad.

#### Malaysia
In Malaysia werden folgende Akademischen Grade und Hochschulabschlüsse vergeben:
- Certificate – berufsqualifizierend, Studiumsberechtigung + 1 oder + 2 Jahre
- Diploma – berufsqualifizierend, Studiumsberechtigung + 3 Jahre
- Advanced Diploma – berufsqualifizierend, Diploma + 2 Jahre
- Graduate Certificate/Diploma – praxisbezogener Abschluss auf Bachelor-Level, Bachelor/Diploma + 1 oder + 2 Jahre
- Bachelor Degree – Studiumsberechtigung + 3 oder + 4 Jahre
- Postgraduate Diploma/Postgraduate Certificate – praxisbezogener Abschluss auf Master-Level, Bachelor + 1 oder + 2 Jahre.
- Master Degree – Bachelor + 1 oder + 2 Jahre.
- Doctoral Degree – Master + 3 oder + 4 Jahre.

#### GUS
Folgende Grade existieren in allen Ländern der Gemeinschaft Unabhängiger Staaten (GUS):
- kandidat nauk (deutsch: Kandidat der Wissenschaften) – entspricht deutschem Doktor und dem C. Sc. der Tschechoslowakei → siehe Hauptartikel Kandidat der Wissenschaften
- doktor nauk (deutsch: Doktor der Wissenschaften) – entspricht deutscher Habilitation bzw. Dr. sc. der DDR (Promotion B)

In allen GUS-Staaten außer Turkmenistan existieren außerdem:
- bakalawr – entspricht Bachelor, Hochschulzugangsberechtigung + 3 oder + 4 Jahre
- magistr – entspricht Master, bakalawr + 1 oder + 2 Jahre

Die Grade bakalawr und magistr wurden Anfang der 1990er Jahre, nahezu zeitgleich mit dem Zerfall der Sowjetunion eingeführt und sind daher noch in die Bildungssysteme fast aller GUS-Staaten eingeflossen; die ersten Absolventen gab es aber erst nach Gründung der GUS.
Der einzige grundständige Grad zu Sowjetzeiten war dagegen der Spezialisten-Grad (spezialist), der dem magistr gleichgestellt ist und heute noch in Kasachstan, Russland, Tadschikistan, der Ukraine und Belarus vergeben wird. Zum Teil, z. B. in Russland, ist er auch heute noch der am häufigsten verliehene Grad. Der spezialist besitzt recht große Ähnlichkeit zum deutschen Diplom. In den GUS-Staaten Armenien, Aserbaidschan, Georgien, Kirgisistan, Republik Moldau, Turkmenistan und Usbekistan wird der entsprechende Abschluss heute tatsächlich als diplom bezeichnet und ist in Turkmenistan der einzige grundständige Grad. In mehreren Ländern der GUS ist angestrebt, den Spezialisten-Grad entsprechend dem Bologna-Prozess vollständig durch bakalawr und magistr zu ersetzen.

#### Polen
- licencjat – entspricht Bachelor
- inżynier (inż.) – entspricht ebenfalls Bachelor, nur in den Ingenieurwissenschaften
- magister (mgr bzw. mgr inż.) – entspricht Master/Uni-Diplom, existiert als grundständiger Studiengang sowie aufbauend auf licencjat oder inżynier
- lekarz (lek.) – entspricht Arzt, 6 + 1 Jahre Studium, Staatsexamen
- lekarz dentysta (lek. dent.) – entspricht Zahnarzt
- lekarz weterynarii (lek. wet.) – entspricht Tierarzt
- doktor
- doktor habilitowany (Habilitation) – wird, anders als in vielen Ländern, wie der Bundesrepublik Deutschland, als akademischer Grad angesehen

#### Schweden
Seit 2007 gibt es in Schweden die folgenden akademischen Grade:
Grundausbildung (grundnivå):
- högskoleexamen – 120 LP
- kandidatexamen – 180 LP, welches dem Bachelor entspricht

Fortgeschrittene Ausbildung (avancerad nivå), welche ein Kandidatexamen voraussetzt:
- magisterexamen – 60 LP, welches einem einjährigen Master entspricht
- masterexamen – 120 LP, welches einem zweijährigen Master entspricht

Forscherausbildung (forskarnivå), welche einen magister (insg. 240 LP) oder master (insg. 300 LP) voraussetzt:
- licentiatexamen – 120 LP
- doktorsexamen – 240 LP, entspricht dem Doktorgrad

Darüber hinaus gibt es einige sog. „Berufsabschlüsse“ (yrkesexamina) in Bereichen wie Lehrerausbildung, Jura oder Medizin.

#### Tschechien und Slowakei
Aus historischen Gründen sind die akademischen Grade im tschechischen und slowakischen Hochschulsystem nahezu identisch. Es werden folgende Grade vergeben:
- bakalář (CZ) / bakalár (SK) (Bc.) – entspricht Bachelor, Abitur + i. d. R. 3 Jahre
- magistr (CZ) / magister (SK) (Mgr.) – entspricht Uni-Diplom bzw. Magister oder Master; Abitur + i. d. R. 5 Jahre
- inženýr (CZ) / inžinier (SK) (Ing.) – entspricht Uni-Diplom bzw. Master, Abitur + i. d. R. 5 Jahre
- sog. medizinische Berufsdoktorgrade (MUDr., MDDr., MVDr.) – Abitur + 6 Jahre (Human- und Veterinärmedizin) bzw. 5 Jahre (Zahnmedizin)
- sog. kleine Doktorgrade (JUDr., PhDr., RNDr. u. a.) – Abitur + Mgr. + ca. 1 bis 2 Semester sog. rigoroses Verfahren
- doktor (Ph.D., PhD.; früher auch Dr. und CSc.) – entspricht dem deutschen Doktorgrad, Abitur + Mgr. oder Ing. + mind. 3 Jahre Doktorandenstudium

#### Ungarn
Das tertiäre Bildungswesen in Ungarn unterscheidet zwischen Universitäten und Colleges. Der erste Abschluss ist das főiskolai diploma (Collegediplom, äquivalent zum Bachelor, 3 bis 4 Jahre nach dem Sekundärschulabschluss) bzw. das egyetemi diploma (Universitätsdiplom, äquivalent zum Master, 5 bis 6 Jahre nach dem Sekundärschulabschluss). Seit der Einführung des Bologna-Systems in der Hochschulpolitik gelten in der Praxis dieselben Regelungen und Bezeichnungen der Grade wie in den anderen Ländern der Europäischen Union mit Bologna-System, u. a.: BA und BSc für die dreijährige Hochschulausbildung, MA und MSc für die nächsten zwei Jahre.
In den Studienrichtungen Human-, Zahn- und Veterinärmedizin sowie in den Rechtswissenschaften werden als erste akademische Grade die Berufsdoktorate dr. med., dr. med. dent., dr. vet. und dr. iur. vergeben.
Als wissenschaftliche Doktorgrade werden, seit der Hochschulreformgesetzgebung vom 13. Juli 1993, der PhD (doktor) und der DLA (mesterfokozat) vergeben.